# Simodorippe
Simodorippe is een geslacht van kreeftachtigen uit de klasse van de Malacostraca (hogere kreeftachtigen).

## Soort
- Simodorippe tylota Chace, 1940